# Caulanthus major
Caulanthus major är en korsblommig växtart som först beskrevs av Marcus Eugene Jones, och fick sitt nu gällande namn av Edwin Blake Payson. Caulanthus major ingår i släktet Caulanthus och familjen korsblommiga växter. Inga underarter finns listade i Catalogue of Life.